# Rhopalopyx brevis
Rhopalopyx brevis är en insektsart som beskrevs av Alexander Fyodorovich Emeljanov 1964. Rhopalopyx brevis ingår i släktet Rhopalopyx och familjen dvärgstritar. Inga underarter finns listade i Catalogue of Life.